# Cerro (Havanna)

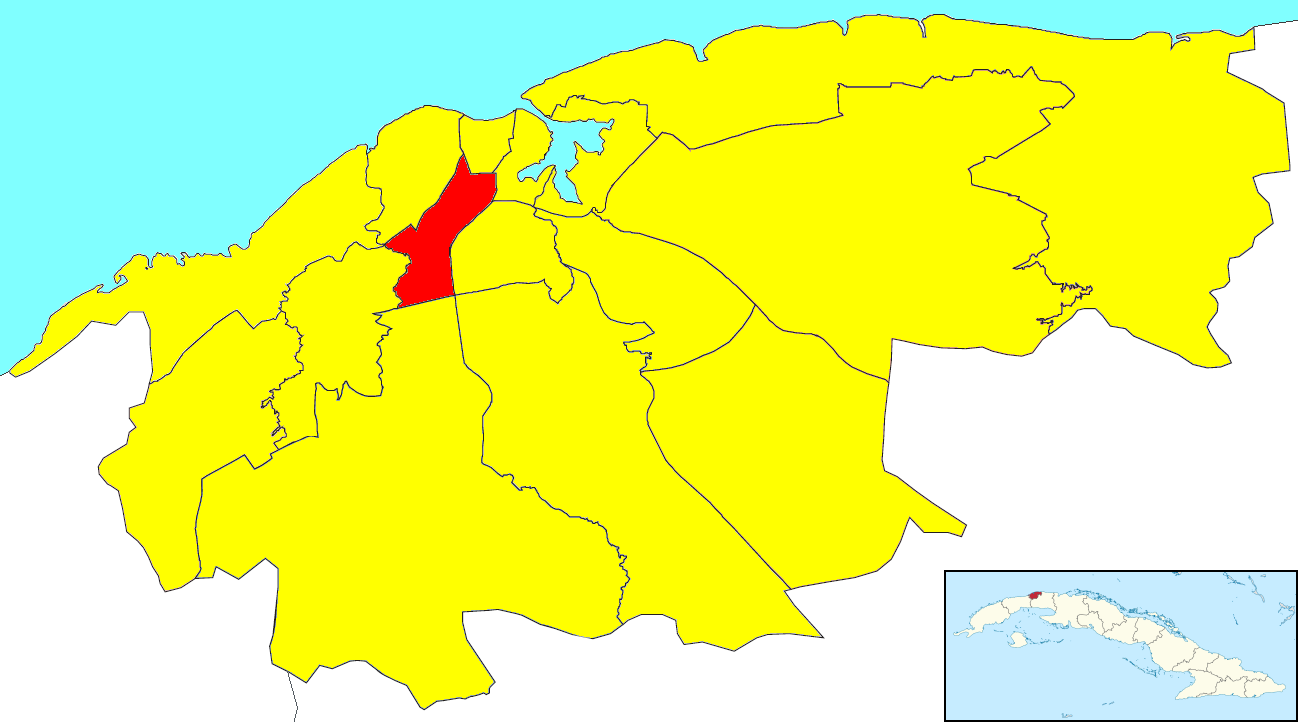
Lage Cerros innerhalb von Havanna

Cerro, historisch El Cerro, ist ein Stadtbezirk im Rang eines Municipios von Havanna.
Cerro liegt im westlichen Zentrum der kubanischen Hauptstadt. Er hat eine flächenmäßige Ausdehnung von 10,19 Quadratkilometern. Cerro beherbergt 122.999 Einwohner (Zensus 2012), was einer Bevölkerungsdichte von 12.070,6 Einwohnern je Quadratkilometer entspricht.
Das Municipio gliedert sich in folgende Consejos Populares: Pilar-Atarés, Latinoamericano, Cerro, Las Cañas, Canal, Palatino und Armada.

## Geschichte
El Cerro befindet sich außerhalb der Stadtmauern der ursprünglichen Altstadt. Im Jahre 1803 begannen dort die Herren José María Rodríguez und Francisco Betancourt ihre Wohnhäuser zu errichten. Ihrem Beispiel folgten sehr schnell viele andere Habaneros. 1807 wurde die erste Kirche aus Holz gebaut.
Für ungefähr zwanzig Jahre (1820–1840) war El Cerro der auserwählte Ort für die in Havanna ansässigen Familien, ihren Sommerurlaub zu verbringen. Das Gesundheitshaus Casa de Salud del Centro Asturiano llamada La Covadonga war ein lokales Erholungszentrum. Viele Adlige bauten hier ihre Fincas. 1843 gab es fünf große Entspannung-Fincas und hunderte Familienunterkünfte, wovon einige für ihre luxuriöse Ausstattung bekannt waren.
Der Wahlspruch El Cerros lautet „El Cerro tiene la llave“ („El Cerro hat den Schlüssel“). Dies geht auf die Tatsache zurück, dass durch das Gebiet des heutigen Stadtbezirks zahlreiche Aquädukte führten, um das damalige Stadtgebiet mit Süßwasser aus nahegelegenen Flüssen zu versorgen. Einige davon, wie die Zanja real, gibt es noch heute.
Im Zuge der Gebietsreform im Jahre 1976 erhielt Cerro den Status eines von insgesamt 15 Municipios der Stadt Havanna.